# Syrphus auberti
Syrphus auberti är en tvåvingeart som beskrevs av Goeldlin 1996. Syrphus auberti ingår i släktet solblomflugor, och familjen blomflugor.
Artens utbredningsområde är Schweiz. Inga underarter finns listade i Catalogue of Life.